# Тенерифе
Тенерифе (шп. Tenerife) је шпанско острво, највеће од седам Канарских острва у Атлантском океану близу северозападне обале Африке. Популација острва износи 928.604. То је најнасељеније острво архипелага и целе Шпаније. 
Санта Круз де Тенерифе је други највећи град у архипелагу, главни град острва и седиште кабилдо инсулар-а (влада острва). Такође је официјелно главни град аутономне општине Канарских острва заједно са Лас Палмасом, са којом дели државне институције као што су Председништво, Парламент и министарства. На острву постоји универзитет Ла Лагуна, основан 1792. 

## Географија
Острво Тенерифе је дуго 83,3 километара, и широко (исток-запад) 53,9 километара. Има површину од 2034,38 квадратних километара. 
Острво је, као и остала Канарска острва, вулканског порекла. На њему је вулкан Теиде, који је са 3.718 метара, највиша планина у Шпанији. 
Тенерифе топографски припада Африци. Удаљен је 288 километара од обале Марока, и 1274 километра од обале континенталне Шпаније. 

## Туризам
Отприлике 5 милиона туриста посете острво сваке године, по чему је оно најпосећеније у целом архипелагу. Тенерифе је једна од најзначајнијих туристичких дестинација Шпаније и света,. На острву се организује један од највећих карневала на свету - Карневал у Санта Крузу де Тенерифе.